# Marxa de la Llibertat

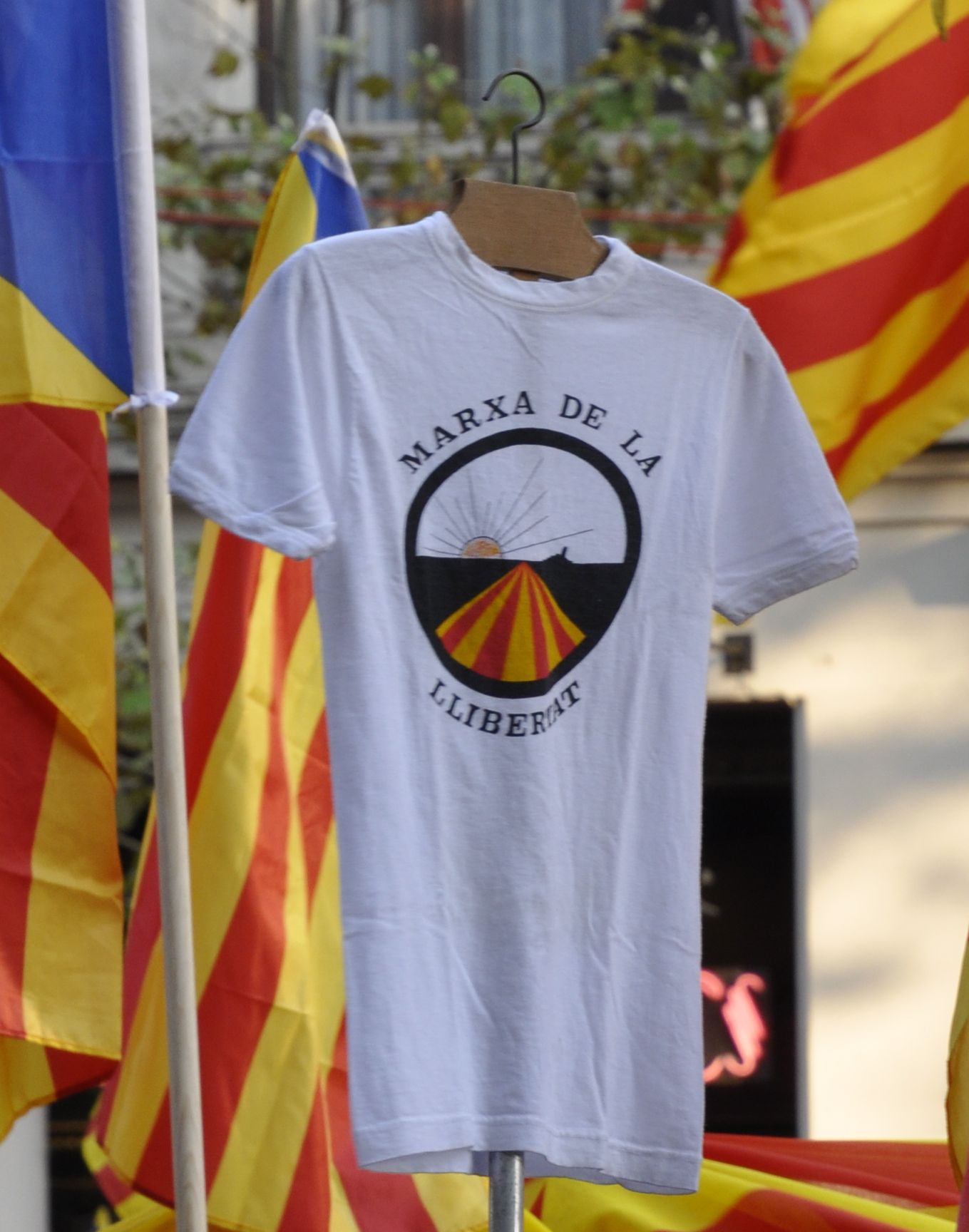
Samarreta amb l'emblema de la Marxa de la Llibertat. Foto a la Diada Nacional de Catalunya a l'11/9/2012 a Barcelona.

La Marxa de la Llibertat fou una acció duta a terme l'estiu de 1976 per reclamar, de forma pacífica i no violenta, l'amnistia, les llibertats bàsiques, la recuperació de l'Estatut d'autonomia, tot donant a conèixer aquestes reivindicacions en l'àmbit dels Països Catalans. Sis columnes de marxaires recorreren els territoris de parla catalana per divulgar la gènesi de la Marxa.

## Inicis
A final de 1975 es rellançà la campanya per l'amnistia, que era promoguda per Pax Christi i que tenia com a objectiu primordial la sensibilització del poble català entorn d'aquesta reivindicació. El desembre de 1975 a Montserrat i en una concentració de l'Assemblea de Catalunya, aparegué el que havia de ser el lema de la marxa, "Poble català, posa't a caminar".
El març de 1976 els secretariats de Pax Christi van establir: "Convoquem tot el poble català a participar en la Marxa de la Llibertat", indicant que recorreria les comarques dels Països Catalans durant l'estiu, que seria una marxa no violenta i assumint-ne la responsabilitat inicial. Es va assumir que l'alliberament es concretava en els següents punts:
1. Amnistia, com a primer pas d'oblit recíproc del passat per establir les bases de reconciliació (després de la guerra i el franquisme).
2. Llibertats, com a norma bàsica de convivència, és a dir, els drets humans, inclòs el dret a l'autodeterminació del poble català.
3. Estatut de 1932, com a primer pas cap a l'autodeterminació de Catalunya, amb la recuperació de la Generalitat.
4. Coordinació de tothom que participa en l'alliberament.

Els principals dirigents de Pax Christi eren Àngel Colom i Arcadi Oliveres. Lluís Maria Xirinacs, llavors concentrat davant de la presó Model de Barcelona per reclamar l'alliberament dels presoners polítics, hi donà un significatiu suport. Malgrat que el 22 de maig el Ministerio de Gobernación, sota les ordres de Manuel Fraga, va desautoritzar la Marxa, aquella mateixa tarda es va acordar desobeir la prohibició i els preparatius van continuar.

## Columnes
El dia 4 de juliol havien d'arrancar les diferents columnes. Durant els dos primers dies de Marxa es produïren al voltant de 150 detencions i en foren empresonats 123 dels participants.
Les sis columnes foren les següents:
| Denominació        | Inici                | Alguns punts de l'itinerari (en lletra petita on no es pogué anar) |
| ------------------ | -------------------- | --- |
| Tramuntana         | l'Escala             | Figueres, Olot, Vic, Santa Coloma de Farners, Granollers, Terrassa, Montserrat, Igualada, Poblet                                                                                   |
| Lluís Companys     | Oliana               | la Seu d'Urgell, Puigcerdà, Ripoll, Berga, Manresa, Solsona, Cervera, Tàrrega, Poblet                                                                                              |
| Francesc Macià     | Esterri d'Àneu       | Sort, La Pobla de Segur, Tremp, Balaguer, Mollerussa, Lleida, les Borges Blanques, Poblet                                                                                          |
| Rafael de Casanova | la Sénia             | Tortosa, Gandesa, Móra d'Ebre, Ascó, la Figuera, Cambrils, Reus, Tarragona, Valls, Montblanc, Poblet                                                                               |
| Abat Escarré       | Girona               | la Bisbal d'Empordà, Palamós, Mataró, Badalona, Barcelona, Sant Feliu de Llobregat, Martorell, Vilanova i la Geltrú, el Vendrell, Vilafranca del Penedès, Valls, Montblanc, Poblet |
| País Valencià      | Guardamar del Segura | Elx, Alacant, Alcoi, Ontinyent, la Xopada, Dénia, Sueca, València, Llíria, Sagunt, Borriana, Castelló de la Plana, Vinaròs, Poblet                                                 |

A la Catalunya del Nord, el 24 de juliol s'inicià la columna Francesc Soler a Rià (acabant a Tuïr) i la columna Josep de la Trinxeria a Arles (acabant a Argelers).

## Desenvolupament i repercussions
Va haver-hi una forta repressió policial i, fins i tot, actuacions de l'extrema dreta. Es dugueren a terme diverses vagues de fam. La Marxa va representar un revulsiu per a la societat catalana i moltes associacions i personalitats (per exemple, Josep Tarradellas, Josep Benet, Joan Reventós, Jordi Carbonell, Carles Caussa, Joan Cornudella, Joan Colomines, Cassià M. Just, Jordi Llimona, Antoni Pelegrí, Miquel Sellarès, Agustí de Semir, Josep Guia, Pep Jai, Empar Pineda, etc.) s'hi van adherir.
L'adhesió en el País Valencià va ser mínima (vehiculada per la Taula de Forces Polítiques i Sindicals del País Valencià); i a les Illes Balears i Pitiüses (amb les Assemblees Democràtiques de Mallorca, de Menorca i d'Eivissa), la proposta de la Marxa no va reeixir o ho feu mínimament a Eivissa. En aquests casos van pesar negativament que la proposta vingués del Principat i el terme català en el lema de la Marxa.
El 12 de setembre la Marxa de la Llibertat arribava al seu objectiu, el Reial Monestir de Santa Maria de Poblet on només pogueren accedir uns pocs marxaires atès que la Guàrdia Civil i la Policia vigilaven els voltants del monestir per evitar l'arribada de les columnes que restaren retingudes a Montblanc on es produí una actuació especialment desmesurada per part de les forces d'ordre públic.